# Rosmariengasse (Weimar)

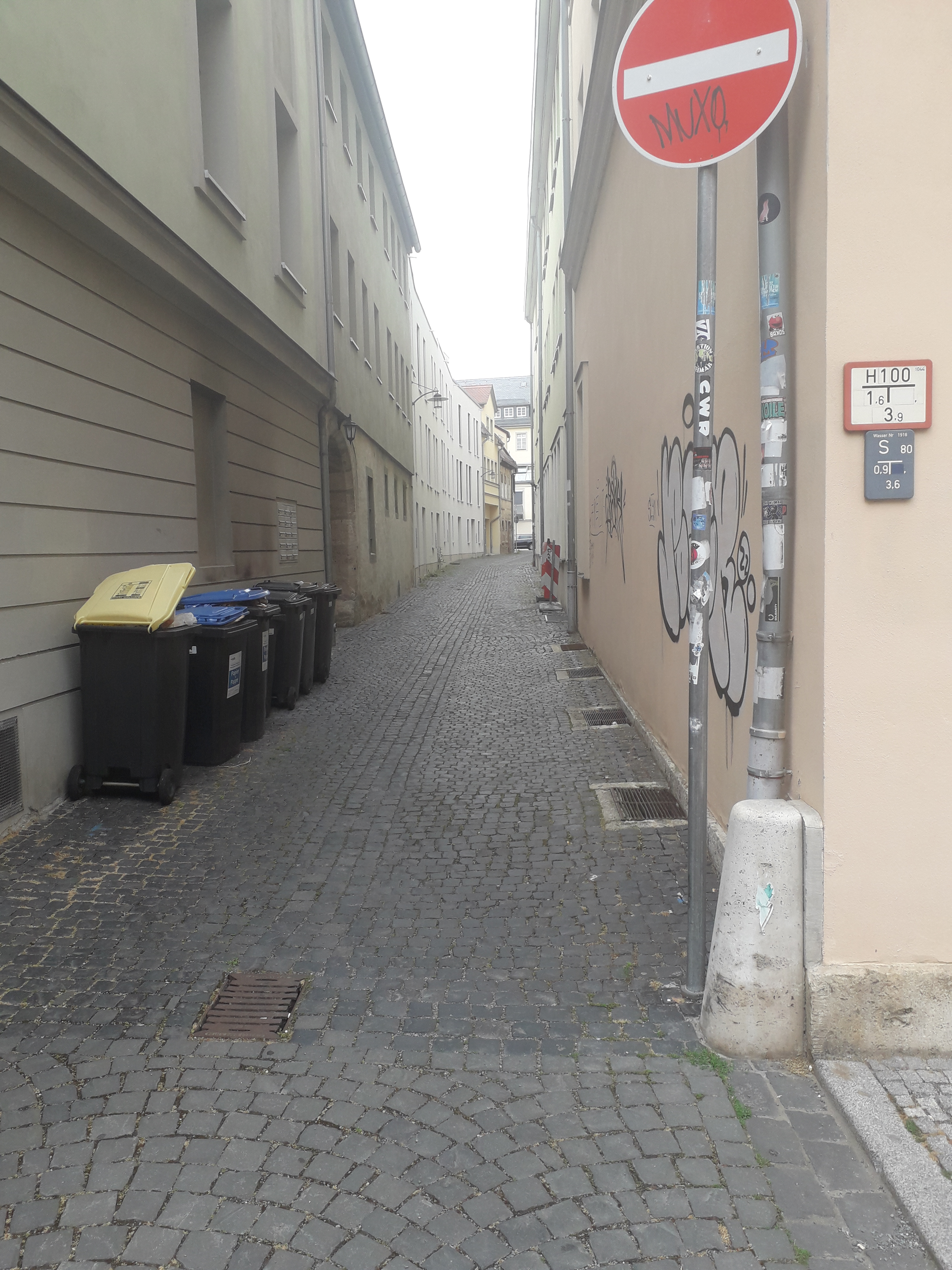
Rosmariengasse in Weimar

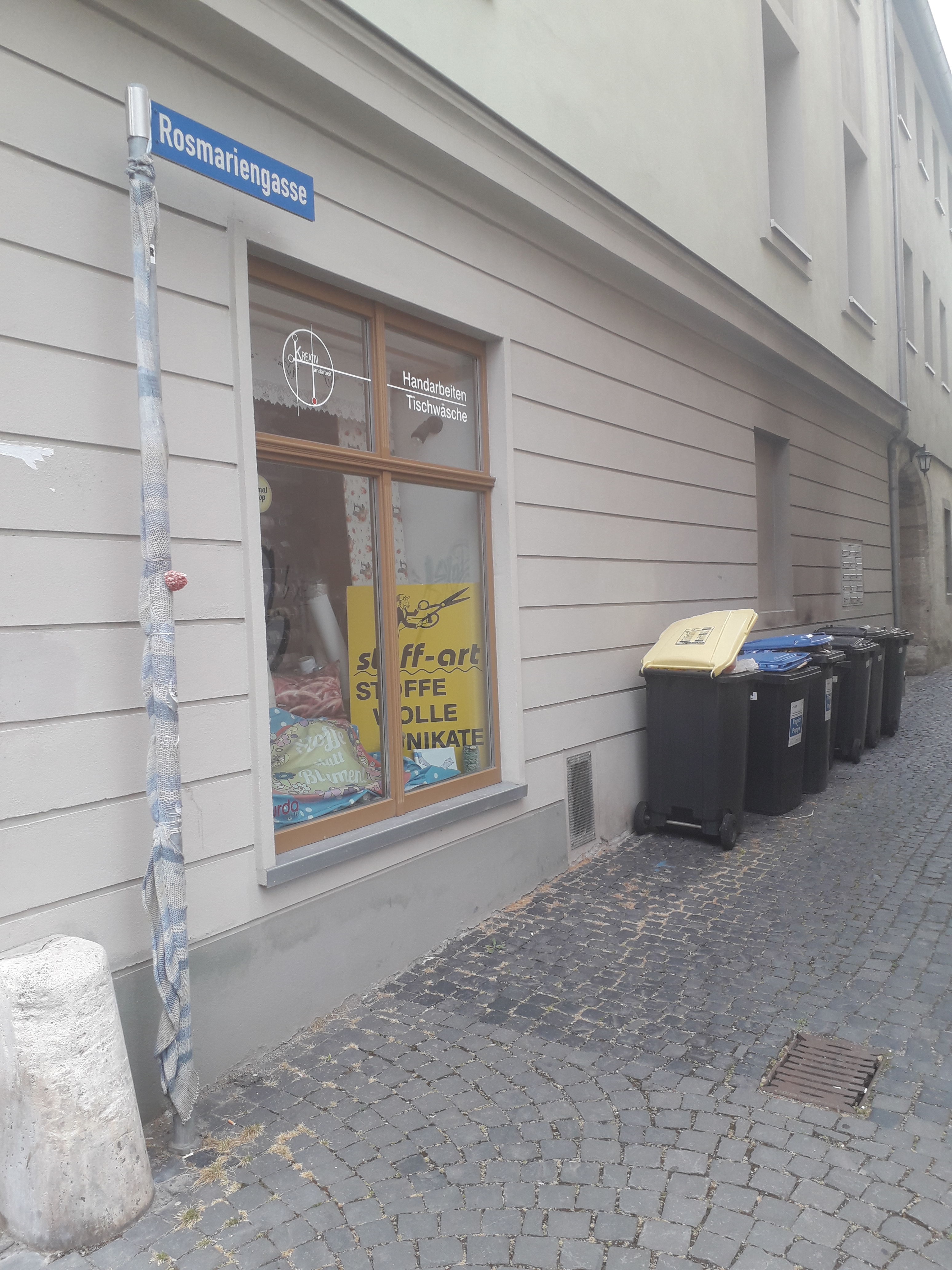
Eingang zur Rosmariengasse vom Eisfeld her

Die Rosmariengasse ist in der Weimarer Altstadt gelegen zwischen Eisfeld und Kleine Teichgasse. Es ist die Parallelstraße der Karlstraße und der Teichgasse.
Die Rosmariengasse setzt weder einer Frau dieses Vornamens ein Denkmal noch bezieht es sich auf das Rosmarin. Es bezieht sich vielmehr auf einen Bildstock, der sich in der Gasse befand mit dem Bildnis der Gottesmutter Maria mit einem Rosenzweig und einen Rosenbogen. Von der historischen Bausubstanz sind nur noch Restgebäude übrig.
Die gesamte Rosmariengasse steht auf der Liste der Kulturdenkmale in Weimar (Sachgesamtheiten und Ensembles).